# 小さな王様と約束の国 ファイナルファンタジー・クリスタルクロニクル
『小さな王様と約束の国 ファイナルファンタジー・クリスタルクロニクル』（ちいさなおうさまとやくそくのくに ファイナルファンタジー・クリスタルクロニクル、英語: Final Fantasy Crystal Chronicles: My Life as a King）は、Wii用のサービスであるWiiウェア専用ダウンロードゲームコンテンツ（ソフト）。
2008年3月25日のサービス開始と同時に提供されたゲームコンテンツであり、日本市場で初のニンテンドーWi-Fiコネクション有料サービスに対応したソフトである。

## 概要
ニンテンドー ゲームキューブ版（以下GC版）ファイナルファンタジー・クリスタルクロニクル（以下『FFCC』）の後の話で、FFCCシリーズの第3弾にあたる。2007年10月10日に開催された「ニンテンドーカンファレンス2007秋」にて初めて発表された。FFCCの時代に瘴気によって国を失った国の王様の子供がクリスタルによって授かった建築術によって国を建国していくというゲーム。メーカー側の提示するジャンルは、「国造りRPG」であるが、シミュレーション要素を含んでいる。
作品映像などから前作のGC版『FFCC』と非常に近い世界観であることがわかる。その表れとして、『FFCC』でのゲームの根幹を成していた思い出による世界の循環のシステムを受け継ぎ、人々の思い出が国の建物を生み出す力の元である精霊石を生み出す源泉となっている。また時系列的には『FFCC』の数年後を描く、『FFCC』の続編である。

### 発表からの経過
- 2007年10月10日に開催された「ニンテンドーカンファレンス2007秋」にてWiiウェアの初披露と共に初めて発表された。発表の中で任天堂の岩田聡社長から、本ソフトがWiiウェアで出るゲームの中でお手軽ではない本格的なソフトであることと、既に発表されている『ファイナルファンタジー・クリスタルクロニクル クリスタルベアラー』とは別のソフトであることが強調された。
- 2007年12月22・23日に開催される、ジャンプフェスタ2008に出展した。尚、スクウェア・エニックスのブースのオープンメガシアターで本ソフトのトレーラーが流れる予定。また、そのオープンメガシアターと、クローズドメガシアターのどちらでもムービーを見るとポストカードが14枚もらえ、そのポストカードの中に、『小さな王様と約束の国 FFCC』のポストカードが、1枚付いてくる。
- 2007年12月14日、『小さな王様と約束の国 FFCC』の公式サイト正式リニューアルオープン
- 2008年2月21日（現地時間）にアメリカのサンフランシスコで開催されたGame Developers Conference 2008で「Wiiウェアプロジェクト ライフサイクル:小さな王様と約束の国 ファイナルファンタジー・クリスタルクロニクル」と名付けられた講演をプロデューサーの土田俊郎とプログラマーの白石史明が行った。
- 2008年3月25日に日本で配信開始。
- 2008年4月1日に追加ダウンロードコンテンツが日本で配信開始。
- 2008年5月12日に北米で配信開始。

## 登場キャラクター
それぞれのキャラクターの声は特筆しない限り、ジャンプフェスタ2008で公開されるトレーラーにナレーションとして入るもので実際のゲームには相槌くらいで台詞は入らない。
少年王レオ（クラヴァット族）
声：高橋李依（ファイナルファンタジー・クリスタルクロニクルリマスター版）
母である王妃は幼い頃に亡くなり、父であるエピタフ王はそれとほぼ同時期に失踪してしまい、幼くして王の座を受け継いだが、彼の王国は瘴気により滅亡してしまう。それゆえにエピタフ王を彼は酷く憎んでいる。
消滅していく故郷を大臣チャイムと共に脱出し、数年の放浪を経て瘴気も消えた頃、彼は世界の中枢から遠く離れた辺境の「誰もいない城とクリスタルだけのからっぽの王国」にやってきた。この地を治める王「アークロード」の資格を持つものとして、そして故郷の再興を目指して。
大臣チャイム（クラヴァット族とセルキー族の混血）
声：榎本温子
レオの教育係として姉弟同然に育ってきた女性。レオが王様となって、ほぼ同時期に大臣となった。ひとたび王のベルの音を聞きつけると魔法で駆けつけてレオのあらゆる国務と生活をサポートする。彼女の母親は「自由を愛する我の民セルキー族」であり「新天地」を求めていた放浪人である。それゆえ母親から多くの伝説の知識を受け継いでいる。
ヒュー＝ユルグ（リルティ族）
声：鈴木琢磨
数々の修羅場を潜って来た戦士。エピタフ王が失踪した際にエピタフ王に同行していた。国が滅んだ後、エピタフ王の息子であるレオが王国復活のための放浪の旅をしていると知り、自分がエピタフ王を失踪させてしまったという罪の意識から償いのためにレオの元へ駆けつけてレオに仕える事を決めた。武人らしく意志が強く正義感があり情熱的である。そういった立場からいつもレオを助けている。
エピタフ（クラヴァット族）
子供っぽく豪快な、王様らしくない王様。レオの父親であり、滅びた故郷では住民からの支持は高かった。それがレオの母親、つまりエピタフの妻の王妃の死によって彼は急変し、誰にも告げず、勝手にクリスタル・キャラバンを率いたが、そのまま国に帰らなかったため、瘴気が充満し国は滅んでしまう。最近になって今作の舞台である辺境の地付近で行方不明になっていることが判明した。生死は不明。
ダークロード
声：酒井敬幸
王国が復興して、軌道に乗り始めたころに現れるクリスタルに潜んでいたモンスター。これがゲーム内容の項目に記している「闇」。実体が無くジャンプフェスタ2008のオープンメガシアターでは、「レオを利用していた」のような描写があったり、「闇の光線」をレオに当てるなどの描写もあり、レオを惑わせて王国を意のままにしようとする。種族は不明。本作の舞台となる辺境の地をかつて支配していた魔物の王であるという噂があるが詳細は不明。瘴気が晴れた現在、その魔物の王の国がどうなったかを知る者はいない。
パブロフ
人の言葉を話す不思議なペンギン。レオが建築術を使うことを知りレオに付きまとうこととなる。いつも偉そうな態度をしており、その面影はまるでレオの父であるエピタフのようである。ゲーム中では様々なことを教えてくれる情報屋である。
スティルツキン
『ファイナルファンタジーIX』やFFCCシリーズにも出てきたモーグリ。エピタフとは旧知の間柄で、瘴気が晴れた後にエピタフに建築術とその術が生み出す不思議な国の伝説を教えている。
モーグリ兄弟
レオがかつて住んでいた故郷に住んでいたモーグリたち。国の発展に合わせて住人達にくっつくようにこちらに引っ越してきた。モグロー、モグチヨ、モグムネ、モグヨシ、モグシドがおり、また彼らによると、これ以外にも秘密の兄弟がエージェントとして活動しているそうである。この兄弟の姿形による見分けはつかない。
モグローは冒険者の噂話を盗み聞きするのが好きで、モグチヨは下手だが強烈な印象を与える絵で主人公を助けてくれ、モグムネは歌で困っている人を教えてくれ、モグヨシは主人公に役立つ話などを聞かせてくれたり塔に登らせたりしてくれ、モグシドは飛球を操り国民を連れてきてくれる。なお、モグシドの名前はファイナルファンタジーシリーズに多く登場する「シド」から名づけられており、FFCCシリーズでは初のシドとなった。

## ゲームシステム
ゲームの構成は章立てで、各冒険ステージにはボスに当たる存在がいる。前作FFCCで登場したキャラクターも登場し、今回はジョブシステムを採用することで、よりファイナルファンタジー色を出している。
シミュレーションゲーム方式で街には様々な建築物を建築することができ、建築物によって国を構成する住人に様々な影響を与えることができる。建築をするためには精霊力が必要であり、それを得るには冒険者を税金を使って雇い、クエスト（冒険）をしてもらい精霊石を集めることで精霊力を貯めることができるようになる。
王様である自分は国の外に出ることができないので、『FFCC リング・オブ・フェイト』のコルカ王やテテオ姫の立場となったものと考えられる。冒険者はレベルに合ったクエストをクリアすることで成長し、国を発展させる助けにもなる。レベルの合わないクエストに送り出してしまうとクエストを失敗してしまい、自信喪失してしまいフォローが必要になる。ゲーム内時間では、毎朝、報告書が提出され、冒険者の行動が事細かに報告される。それによって冒険者に何が必要なのかを判断して、住民の要望も聞いたうえで国を成長させていくこととなる。なお、セーブデータごとに登場する人物の名前が変わる。
クエストをクリアしていくにつれ、クリスタルに秘められた「闇」も明かされていく。

## スタッフ
- プロデューサー：土田俊郎
- ディレクター：湯地健一郎
- シナリオディレクター：鳥山求
- シナリオライター：斉藤なな子
- メインキャラクターデザイン：泉沢康久
- デザイナー：草野裕朗
- 企画立案/メインプログラマー：白石史明
- コンポーザー：谷岡久美
- アートスーパーバイザー：板鼻利幸
- エグゼクティブプロデューサー：河津秋敏

当初は8人（プランナー1人、プログラマー2人、デザイナー5人）で開発される予定であり、開発期間も7ヶ月の予定だった。実際はWiiウェアのサービス開始が延期されたため（当初は2007年夏開始予定だった、本作品の開発が遅れたことが理由の一つに挙げられる）最大で17人までスタッフが膨れ上がり、2006年9月の開発開始から配信が開始されるまで17ヶ月間かかってしまった。しかし、従来のファイナルファンタジーシリーズ作品やスクウェア・エニックスのゲーム作品から考えると本作品がWiiウェアというプラットホームの中でいかに小規模・短期間で開発できるかがわかる。